# Crinum natans
Crinum natans es una planta herbácea perteneciente a la familia de las amarilidáceas. Es originaria de Sudáfrica.

## Descripción
Es una planta acuática que se encuentra en el agua corriente con un pequeño bulbo anclado en el sustrato, las hojas pueden estar sumergidas o flotantes, las flores, se erigen por encima del nivel del agua.

## Distribución
Está extendida desde Guinea a Camerún, Fernando Po, y Gabón.

## Usos
Se usa como planta ornamental. Se utiliza en el sur Nigeria de una manera supersticiosa para alejar la mala salud de los recién nacidos. La planta es una parte de la dieta del hipopótamo en Gabón.

## Taxonomía
Crinum natans fue descrita por el botánico inglés, John Gilbert Baker y publicado en Flora of Tropical Africa 7: 396 en el año 1898.
Etimología
Crinum: nombre genérico que deriva del griego: krinon = "un lirio".
natans: epíteto latino que significa "flotante".
Sinonimia
- Crinum natans subsp. inundatum Kwembeya & Nordal[6][7]